# Championnats de France d'athlétisme en salle 2002
Navigation
Édition précédente Édition suivante
Les Championnats de France d'athlétisme en salle 2002 ont eu lieu du 15 au 17 février 2002 au Stade couvert régional de Liévin

## Palmarès
| Discipline       | Hommes            | Hommes         | Femmes               | Femmes         |
| ---------------- | ----------------- | -------------- | -------------------- | -------------- |
| 60 m             | Lueyi Dovy        | 6 s 66         | Odiah Sidibé         | 7 s 22         |
| 200 m            | Leslie Djhone     | 21 s 03        | Muriel Hurtis        | 22 s 75        |
| 400 m            | Marc Foucan       | 46 s 89        | Peggy Babin          | 52 s 99        |
| 800 m            | Nicolas Aissat    | 1 min 50 s 69  | Elisabeth Grousselle | 2 min 4 s 50   |
| 1 500 m          | Alexis Abraham    | 3 min 42 s 06  | Aurélie Coulaud      | 4 min 22 s 71  |
| 3 000 m          | Irba Lakhal       | 7 min 55 s 03  | Carmen Oliveras      | 9 min 17 s 77  |
| 60 m haies       | Ladji Doucouré    | 7 s 68         | Patricia Girard      | 7 s 96         |
| Saut en hauteur  | Grégory Gabella   | 2,22 m         | Guilaine Graw        | 1,77 m         |
| Saut à la perche | Romain Mesnil     | 5,60 m         | Agnès Livebardon     | 4,30 m         |
| Saut en longueur | Kader Klouchi     | 7,94 m         | Aurélie Félix        | 6,42 m         |
| Triple saut      | Karl Taillepierre | 16,88 m        | Amy Zongo            | 13,61 m        |
| Lancer du poids  | Yves Niaré        | 18,50 m        | Laurence Manfrédi    | 17,02 m        |
| 3 000 m marche   | -                 | -              | Fatiha Ouali         | 12 min 40 s 44 |
| 5 000 m marche   | Pascal Servanty   | 20 min 15 s 43 | -                    | -              |